# Cordell Cato
Cato Cordell (Carenage, 15 luglio 1992) è un ex calciatore trinidadiano, di ruolo centrocampista.

## Carriera

### Club
Ha esordito nella Major League Soccer con il Seattle Sounders il 10 maggio 2012 concludendo la stagione con 8 presenze in campionato. Dall'agosto all'ottobre dello stesso anno prende parte a 3 partite della CONCACAF Champions League.
Passato al San Jose Earthquakes, debutta con questa squadra nella prima giornata di campionato giocata il 4 marzo 2013.

### Nazionale
Con la nazionale Under-20 trinidadiana ha disputato 3 partite nel campionato nordamericano di calcio Under-20 2011 (due nelle qualificazione e una nella fase finale).